# Севени
Севените (на френски: Cévennes) е планина във Франция, югоизточна периферия на Централния Френски масив. Дължина около 150 km и максимална височина връх Мон Лозер 1702 m. Изградена е основно от гранити, гнайси, филити, шисти и на места от вулканични породи. Връхните им части са платообразни, южните и източните им склонове стръмно се спускат към Ронската низина, като образуват стъпаловидни откоси, а западните им склонове са полегати. От тях водят началото си десните притоци на Рона (Сез и Гар), десния приток на Гарона (Тарн) и няколко реки (Видурл, Еро, Орб и др.), директно вливащи се в Средиземно море. В долния планински пояс по южните и източни склонове е развита средиземноморска храстова растителност, нагоре следват кестенови и букови гори, сменящи се с иглолистни (бор, смърч, ела), а най-високите части са заети от пасища. В долините е развито лозарството и овощарството. В югоизточния склон, в долината на река Гар, при град Алес се разработват въглищни залежи.